# Милорад Вујичић
Милорад А. Вујичић (Радоиња, 1. фебруар 1869 — Београд, 29. април 1936) био је српски правник и политичар.

## Биографија
Рођен је у селу Радоиња код Нове Вароши 1869. године у свештеничкој породици. Отац Анта пребегао је у Србију 1875, уочи Јаворског рата и населио се са породицом у Бајиној Башти. Милорад се школовао у Чачку, где је завршио четврти разред гимназије, и Ужицу где је матурирао. Правни факултет завршио је на Великој школи у Београду 1894. године. У државној служби прошао је пут од полицијског писара до окружног начелника. Од 1898. радио је као писар Јадарског среза, затим као секретар и окружни начелник Подринског округа, начелник Азбуковачког среза, a од 1909. године начелник Министарства унутрашњих дела у Београду. Као резервни официр учествовао је у Балканским ратовима и Првом светском рату. У чину капетана прве класе упућен је у Одесу ради формирања Српског добровољачког корпуса од аустроугарских војника, ратних заробљеника у Русији. Вратио се у Србију по избијању Октобарске револуције 1918.

### Политичка каријера
По завршетку рата укључио се у политички живот. Као члан Народне радикалне странке први пут је биран за народног посланика за Подрински округ 1920. године. На свим осталим изборима до 1929. године биран је за посланика у Ужичком округу на листи Мише Трифуновића. Био је једно време потпредседник Народне скупштине. У влади Николе Пашића изабран је за министра унутрашњих дела од 16.12.1922. до 27.3.1924. ВС295-298. У влади Николе Узуновића био је министар грађевина од 15.4—24.12.1926, затим министар вера од 24.12.1926 - 1.2.1927, министар поште и телеграфа (кратко, од 1-4.2.1927). Министар правде био је у влади Велимира Вукићевића од 23.2—27.7.1928 и Антона Корошеца од 27.7.1928 - 6.1.1929. После укидања Устава 6. јануара 1929. престао је да се активно бави политиком.
Носилац је више одликовања: ордена Белог орла, ордена Светог Саве и Карађорђеве звезде.
Преминуо је у Београду 29. априла 1936. године, а сахрањен је у Бајиној Башти.